# Dominique Joseph Garat
Dominique Joseph Garat (Baiona (Nova Aquitània), 8 de setembre, 1749 - Uztaritze (Nova Aquitània), 9 de desembre, 1833), va ser un advocat, periodista, filòsof i polític francès.

## Biografia
Primer va exercir la professió d'advocat a Bordeus i després es va traslladar a París, on va col·laborar al Mercure de France i en la Encyclopédie méthodique, publicant, a més, diversos treballs que foren molt elogiats. Més tard entrà en la redacció del Journal de París, i a partir de 1786 també es dedicà al professorat, donat-se a conèixer per la seva cultura i eloqüència. Elegit per als Estats generals de 1789, va prendre una part poc important en els debats, per contra, redactà unes molt interessants cròniques d'aquells. En 1792 Danton el nomenà ministre de Justícia, caient-li, com a tal, la trista missió de notificar a Lluís XVI la seva condemna a mort.
El març de 1793 passà a ocupar la cartera d'Interior, però la seva gestió fou un desastre, doncs va deixar cometre dilapidacions escandaloses, malgrat que no va prendre part personalment en aquestes, i no va poder assegurar l'ordre a la capital. L'agost de 1793 presentà la dimissió i, l'octubre següent fou detingut, recobrant poc temps després la llibertat, i no sent molestat durant el Terror mercès a la seva amistat amb Barère i Robespierre.
El 1794 formà part de la Comissió executiva d'Instrucció pública i aquell mateix any s'encarregà d'un curs de filosofia en l'Escola Normal, que tingué un èxit extraordinari. El 1795 tingué d'abandonar la Comissió executiva a causa d'uns atacs que se li van dirigir a causa de la seva mala gestió política anterior.
El 1798 fou ambaixador a Nàpols i poc temps després entrà en el Consell dels Ancians, que l'elegí com a president, distingint-se per la seva activitat i eloqüència. Després formà part de la Comissió encarregada de preparar la nova Constitució (1799) i pronuncià un discurs apologètic dels últim esdeveniments que el primer cònsol va fer repartir per tot França i valgué al seu autor el títol de senador. El 1803 ingressà en l'Acadèmia i fou nomenat comandant de la Legió d'Honor, no perdent cap ocasió per elogiar l'emperador, el que no fou obstacle perquè fos un del primers en signar la seva destitució.
Després va viure en un forçat apartament de la política.
Com a literat se li deuen:
- Précis historique de la vie de M. Bonard (1785);
- D. J. Garat à M. de Condorcet (París, 1791);
- Considèrations sur la Révolution française et sur la conjuration des puissances del l'Europe contre la liberté des hommes (1792);
- Mémoires sur la Révolution (París, 1795);
- Mémoire sur la Hollande (1805);
- Mémoires sur la vie de M. Suard, sur ses écrits et sur le dix-huitième siècle (París, 1820).

A més, va escriure els Elogios de l'Hôspital, Suger, Montausier, Fontenelle, Joubert, Baudin des Ardennes i Moreau. Les lliçons de filosofia de l'escola Normal poden considerar-se com l'epíleg del materialisme francès del segle XVIII.
Format en les obres de Bacon, Locke i Condillac, reprodueix el tòpics de la vella ideologia sensualista: el pensament depèn del llenguatge, la sensació és la verdadera facultat de conèixer, el raciocini es redueix a un càlcul, la moral és una ciència empírica...Res d'idees innates, ni de coneixement suprasensible, i això no obsta per creure en la immortalitat de l'ànima, ni l'existència de Déu. Louis-Claude de Saint-Martin, el seu deixeble, li va tirar en cara aquesta inconseqüència i Garat es va veure obligat a contestar amb evasives.